# Chinaspis vellae
Chinaspis vellae är en insektsart som beskrevs av Gómez-menor Ortega 1954. Chinaspis vellae ingår i släktet Chinaspis och familjen pansarsköldlöss.
Artens utbredningsområde är Spanien. Inga underarter finns listade i Catalogue of Life.